# Sabino Zubeldia Carril
Sabino Zubeldia Carril   (Sant Sebastià, 14 d'abril de 1955) és un exfutbolista basc, que ocupava la posició de porter.

## Trajectòria
Va debutar a la Primera Divisió a la temporada 80/81, jugant 12 partits amb el Reial Saragossa. L'any següent seria suplent i romandria inèdit amb els aragonesos. A la 83/84 disputa 16 partits de la màxima categoria amb el RCD Mallorca, que baixaria a Segona Divisió.
Amb el Reial Oviedo hi va militar primer a Segona Divisió durant tres temporades, i a partir de 1988, a la màxima categoria. Va ser el porter titular dels asturians a la campanya 89/90, en la qual disputaria 38 partits. Es va retirar a l'Oviedo al final de la temporada 91/92, en la qual va ser suplent de Viti.